# Conflicto contra la construcción del Aeropuerto de Fainu
En 2018 se desarrolla un conflicto ecosocial en relación con la construcción del Aeropuerto en la isla de Fainu, que forma parte del archipiélago de las Maldivas.
En mayo de 2018 Island Aviation Services, el propietario de Maldivian, la compañía aérea de las Islas Maldivas, recibe un contrato de 8 millones de euros para operar el futuro aeropuerto de Fainu, ubicado en la isla de nombre homónimo. El proyecto tenía que ser financiado por Universal Enterprises, una de las mayores empresas de las Maldivas que opera distintos resorts en Raa Atoll, ya que el proyecto incluía el aeropuerto y un hotel. 
Desde mayo se llevan a cabo distintas manifestaciones y una serie de peticiones al Ministerio de Turismo, a Universal Enterpirses, a Island Aviation y a la Environment Protection Agency.
Debido a las protestas y al enorme coste medioambiental del proyecto, la Evaluación de Impacto Medioambiental del proyecto fue rechazado por la Environmental Protection Agency el 14 de noviembre de 2018. El gobierno de las Maldivas decidió no tirar adelante el proyecto del aeropuerto de Fainu.